# 烏爾肯納倫
烏爾肯納倫 (Ulken Narym) 是哈薩克斯坦的城鎮，位於該國東部東哈薩克斯坦州，是卡通-卡拉蓋區首府，面積約為25平方公里，2016年人口4392。